# Philibertia fiebrigii
Philibertia fiebrigii är en oleanderväxtart som först beskrevs av Rudolf Schlechter, och fick sitt nu gällande namn av S. Liede. Philibertia fiebrigii ingår i släktet Philibertia och familjen oleanderväxter. Inga underarter finns listade i Catalogue of Life.